# Dan Koehl
Dan Albert John Koehl (Stoccolma, 28 ottobre 1959) è un circense e zoologo svedese di origini franco-alsaziane.  esperto di zoo addestratore di elefanti e maestro di scuderia ..

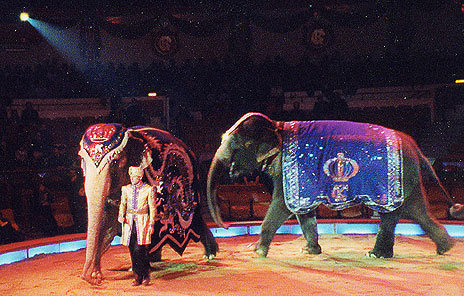
Maestro di scuderia Dan Koehl in maharaja di abbigliamento a Cirkus Krone, Germania (2001).

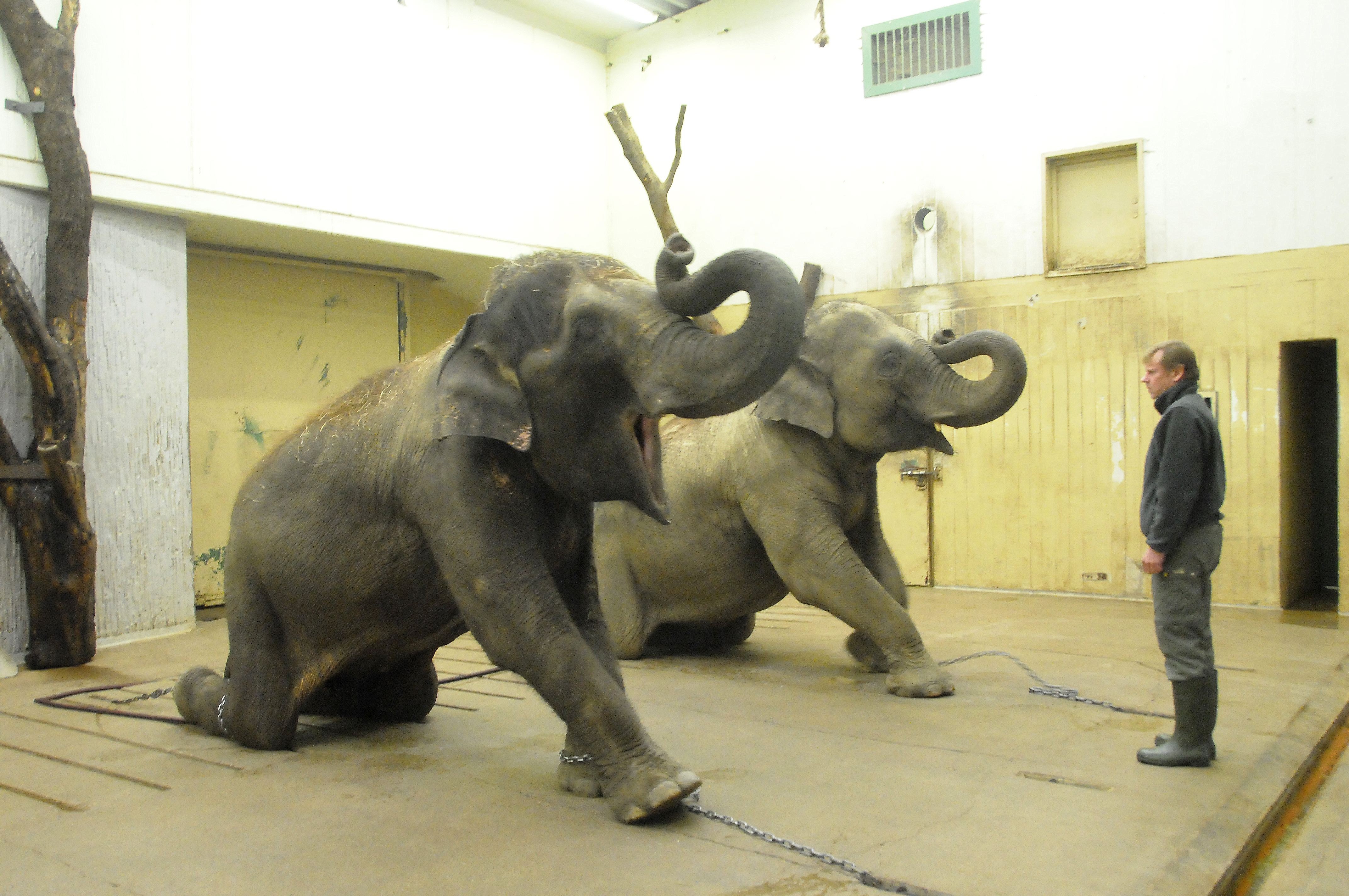
Elefanti "Boa" e "Saonoi", donati al re Carlo XVI Gustavo di Svezia dal re Bhumibol Adulyadej della Tailandia

Studioso di zoologia e autore dell'Elephant Encyclopedia, è stato descritto come "uno dei più rinomati esperti europei di elefanti".

## Biografia
Dan Koehl è nato il 28 ottobre 1959 a Stoccolma, in Svezia . Cresciuto in California, negli Stati Uniti, e a Östermalm, Stoccolma, ha studiato zoologia presso l'Enskede gårds gymnasium. Oltre agli studi successivi presso l'Università di Stoccolma e Calle Flygare Teaterskola, Koehl ha iniziato la sua carriera per il Royal Herd of Sheep a Gärdet a Stoccolma, prima di svolgere l'apprendistato di mahout in Sri Lanka e India.
Dalla fine degli anni '70, Dan Koehl è stato capo custode di elefanti, maestro stabile e consulente di giardini zoologici, circhi e ranch di tutto il mondo. Le località europee includono Skansen, Cirkus Scott, Borås Wildlife Park, Tiergarten Schönbrunn, Zoo di Dresda, Zoolandia . Parco Natura Viva, Kolmården Wildlife Park, Circus Krone, Tiergarten Walding, Zoo di Karlsruhe e Zoo di Praga . Mentre era a Skansen, in attesa della partenza degli elefanti  "Nika" e "Shiva", che dovevano essere trasferiti all'estero, dove avrebbero beneficiato di condizioni di vita migliori, è apparso in una campagna che ha scatenato il dibattito a livello nazionale sugli "amati elefanti di Stoccolma". Nonostante essi siano stati descritti da Cynthia Moss in Elephant Memories come "tra i più curati e più felici che abbia mai visto in cattività", dopo molte polemiche, gli elefanti di Skansen furono spediti a Cricket Park, in Inghilterra, solo per affrontare una morte prematura. Al Kolmården Wildlife Park, Koehl fu nominato "capo stalliere reale" per la gestione degli elefanti "Boa" e "Saonoi" donati al re Carlo XVI Gustavo di Svezia dal re Bhumibol Adulyadej della Tailandia . Dagli anni '90 ha lavorato in tutto il mondo in luoghi quali Elephant Experience e Sondelani Game Lodge nello Zimbabwe, Pinnawala Elephant Orphanage in Sri Lanka, Airavata Elephant Foundation e Compagnie des Eléphants d'Angkor, entrambi in Cambogia .
Dan Koehl ha collaborato con varie fondazioni per la cura e la conservazione della fauna selvatica legate in particolare agli elefanti, tra cui gli elefanti asiatici vittime della guerra all'"orfanotrofio degli elefanti" di Pinnawala . Come vice segretario esecutivo della European Elephant Keepers and Managers Association (EEKMA) 1998-2008, ha collaborato all'elaborazione delle linee guida sulla sicurezza della gestione degli elefanti (2002).
Inoltre, come marinaio con licenza, Koehl ha prestato servizio marittimo come ufficiale di coperta per i volontari navali svedesi e per scopi civili.

## Elephant Encyclopedia
Parallelamente a conferenze e lezioni di zoologia, Dan Koehl ha condotto ricerche zoologiche con Elephant Encyclopedia, l'Enciclopedia degli elefanti,  dal 1995, comprendendo il più grande database di ricerca al mondo sui singoli elefanti (e possibilmente su singoli animali di una singola specie in totale).  Citata da giornalisti, organizzazioni e in lavori scientifici, ha in particolare capito l'herpesvirus endoteliotropico dell'elefante e l'evoluzione della soppressione del cancro.